# Remies
Remies ist eine französische Gemeinde mit 240 Einwohnern (Stand: 1. Januar 2022) im Département Aisne der Region Hauts-de-France (bis 2015: Picardie). Sie gehört zum Arrondissement Laon, zum Kanton Marle und zum Gemeindeverband Pays de la Serre.

## Geographie
Die Gemeinde Remies liegt an der Serre am Südwestrand der Landschaft Thiérache, etwa auf halbem Weg zwischen den Städten Saint-Quentin und Laon. Nachbargemeinden von Remies sind Mesbrecourt-Richecourt im Nordosten, Assis-sur-Serre im Osten, Couvron-et-Aumencourt im Süden, Monceau-lès-Leups im Westen sowie Nouvion-et-Catillon im Nordwesten. Durch das Gemeindegebiet von Remies führen die Autoroute A26 und eine alte Römerstraße.

## Bevölkerungsentwicklung
| Jahr                       | 1962 | 1968 | 1975 | 1982 | 1990 | 1999 | 2006 | 2012 | 2022 |
| Einwohner                  | 289  | 272  | 245  | 243  | 220  | 230  | 239  | 238  | 240  |
| Quellen: Cassini und INSEE |      |      |      |      |      |      |      |      |      |

## Sehenswürdigkeiten
- Wehrkirche Saint-Brice
- Kapelle Sainte-Vierge-Protectrice
- Wasserturm

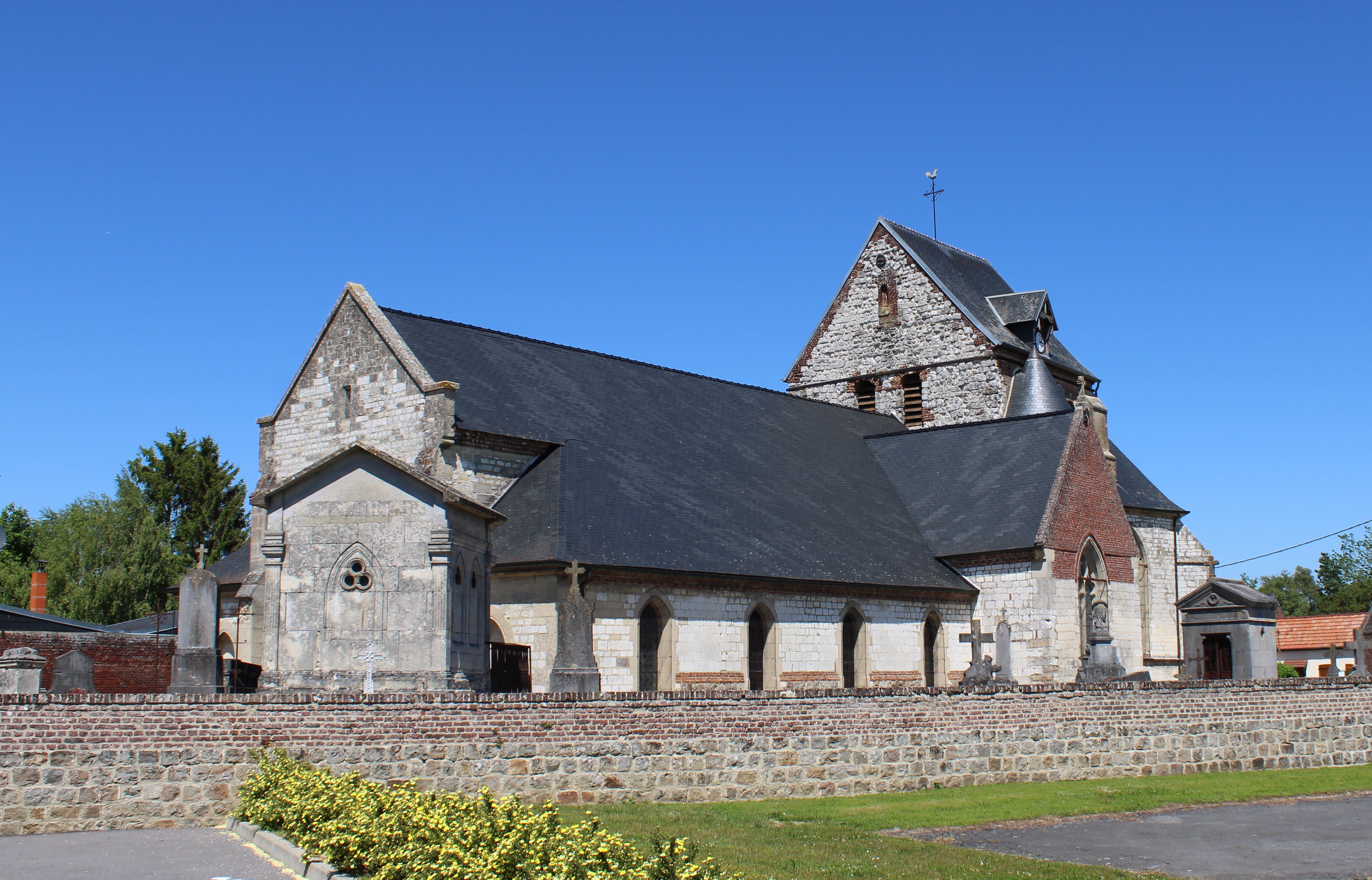
Kirche Saint-Brice
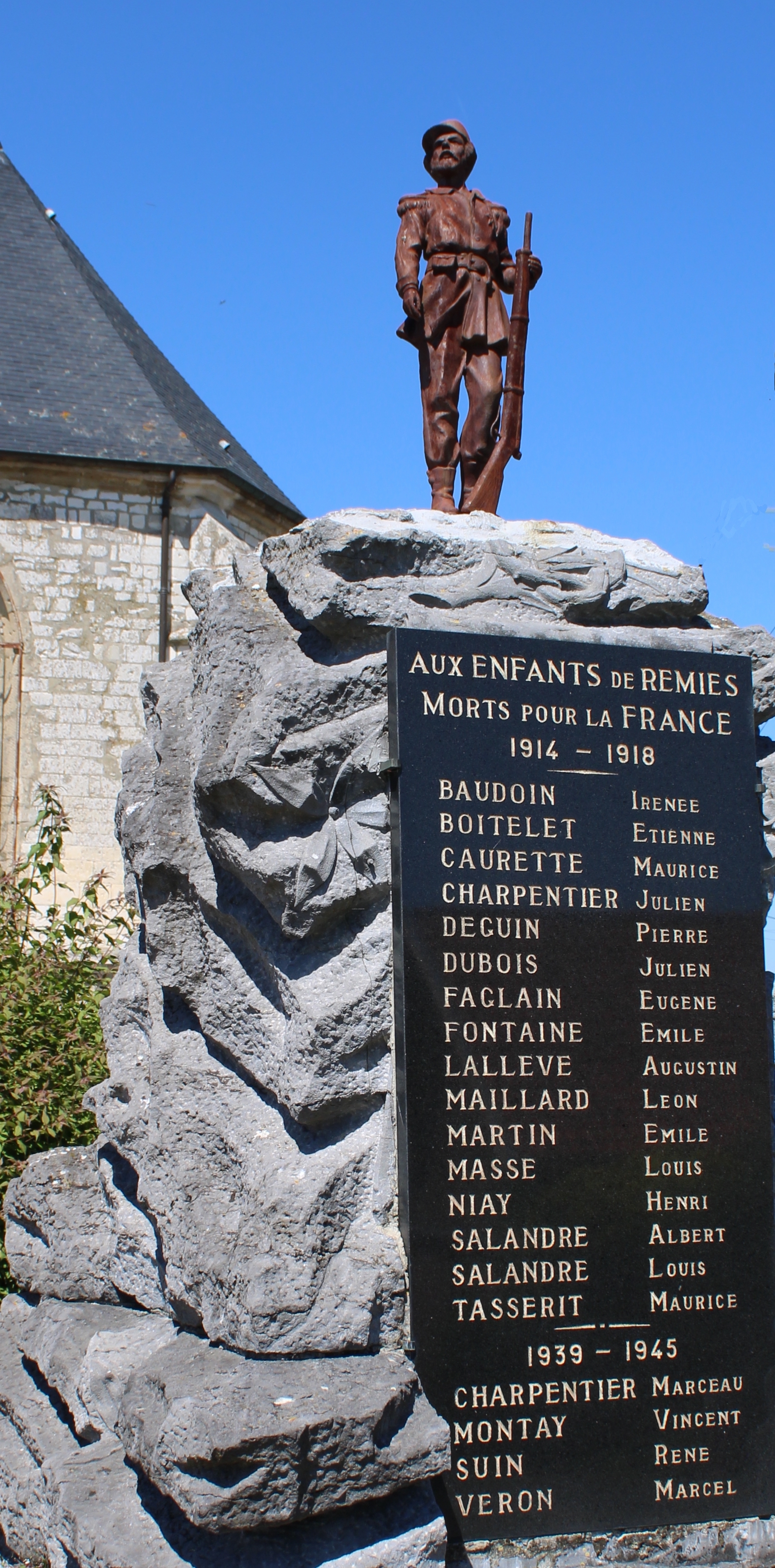
Gefallenendenkmal